# ترمس عريض الأوراق
الترمس العريض الأوراق (باللاتينية: Lupinus latifolius) نوع نباتي يتبع جنس الترمس من الفصيلة البقولية المعروفة بقدرتها على تثبيت النيتروجين الجوي من خلال بكتيريا المستجذرة.
موطنه غرب أمريكا الشمالية من مقاطعة كولومبيا البريطانية في كندا وصولاً إلى ولاية كاليفورنيا في الولايات المتحدة وولاية باخا كاليفورنيا.

## الوصف النباتي
نبات معمر يصل ارتفاعه إلى 30 سم. الأزهار زرقاء.